# Zamarada rhodina
Zamarada rhodina là một loài bướm đêm trong họ Geometridae.